# Solenopsis clarki
Solenopsis clarki är en myrart som beskrevs av W. C. Crawley 1922. Solenopsis clarki ingår i släktet eldmyror, och familjen myror. Inga underarter finns listade i Catalogue of Life.

## Bildgalleri

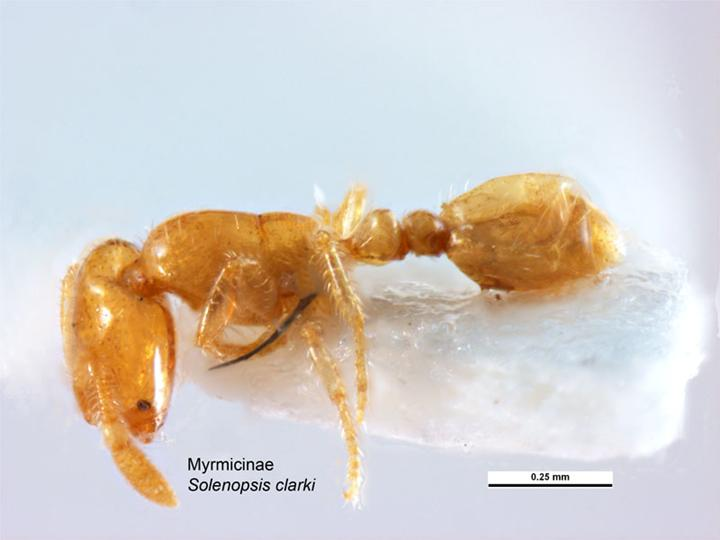